# 列昂·罗特曼
列昂·罗特曼（羅馬尼亞語：Leon Rotman，1934年7月22日—），罗马尼亚男子皮划艇运动员。他曾代表罗马尼亚参加1956年和1960年夏季奥林匹克运动会皮划艇比赛，获得二枚金牌和一枚铜牌。